# Jānis Lāčplēsis
Jānis Lāčplēsis (ur. 1958) – łotewski inżynier i samorządowiec, w latach 2009–2011 i 2013–2017 burmistrz Dyneburga, od 2011 do 2013 poseł na Sejm XI kadencji. Współprzewodniczący Partii Łatgalskiej.

## Życiorys
W 1981 ukończył studia z dziedziny budownictwa cywilnego i przemysłowego w Ryskim Instytucie Politechnicznym. Po 1990 brał udział w życiu politycznym Łotwy, m.in. jako wieloletni radny Dyneburga oraz poseł na Sejm VII kadencji (1998–2002). W latach 2005–2009 sprawował funkcję wiceprzewodniczącego rady miejskiej w Dyneburgu i zastępcy burmistrzyni Rity Strode. 
28 września 2009 został przewodniczącym rady miejskiej Dyneburga wybranym przez koalicję LPP/LC, Ludu Łatgalii oraz Centrum Zgody. 24 marca 2011 został odwołany ze stanowiska w związku z utratą zaufania przez koalicję rządzącą. Tego samego dnia poinformował o opuszczeniu LPP/LC. 
W wyborach w 2011 z powodzeniem wystartował z listy Jedności i uzyskał mandat poselski. Obowiązki posła pełnił do lata 2013. W latach 2013–2017 ponownie był burmistrzem Dyneburga. Obecnie wciąż zasiada w radzie miejskiej jako przedstawiciel opozycji. 
W 2012 wziął udział w powstaniu Partii Łatgalskiej, wybrano go jej współprzewodniczącym. W wyborach w 2022 ubiegał się o mandat posła do Sejmu z listy liberalnej koalicji Dla Rozwoju/Za! w Łatgalii. Lista ta uzyskała ostatecznie 4,97% głosów w skali kraju, nie wprowadzając do Sejmu posłów.
Pełnił funkcję prezesa klubu Lokomotiv Daugavpils, a także członka zarządu "Speedway Grand Prix of Latvia" oraz Łotewskiej Federacji Sportów Motorowych.

## Odznaczenia
- Medal Rady Bałtyckiej – 2002[11]
- Krzyż Kawalerski Orderu Zasługi RP – Polska, 2014[12]